# پاتی
پاتی (به ایتالیایی: Patti) یک کومونه در ایتالیا است که در استان مسینا واقع شده‌است.

## خصوصیات
پاتی ۵۰٫۱۸ کیلومترمربع مساحت و ۱۳٬۳۰۹ نفر جمعیت دارد و ۱۵۷ متر بالاتر از سطح دریا واقع شده‌است.